# مساعد إداري
المساعد الإداري هي فئة وظيفية واسعة تستدعي تعيين شخص يقدم مختلف أنواع الدعم الإداري للأفراد والجماعات في الشركات التجارية.

## أنواع المساعدين الإداريين
من الممكن أن يكون مصطلح «مساعد إداري» مسمى رسميًا، أو يكون وصفًا عامًا لوظيفة موظف في أحد المكاتب. واعتمادًا على نوع العمل الذي يؤديه الشخص، هناك العديد من الاختلافات للتوصيفات الوظيفية التي تندرج تحت هذا الدور:
- يقدم الموظفون بمسمى مساعد إداري عمومًا الدعم لأقسام أو فرق معينة في شركة (مثل الموارد البشرية أو المحاسبة أو التطوير أو المبيعات والتسويق أو تقنية المعلومات). في الشركات الصغيرة، يمكن لـ «مدير» واحد تقديم الدعم لجميع من في المكتب.
- السكرتير أو المساعد التنفيذي يقدم الدعم للأفراد التنفيذيين بالشركة (رفيعي المستوى عادة) أو للمجموعات التنفيذية الصغيرة. وتشمل مسؤوليته عادة التعامل مع المعلومات الخاصة بالشركة والبيانات الشخصية الأكثر خصوصية أو حساسية أكثر من غيره من الموظفين.
- المهمة الرئيسية لموظف الاستقبال هي الرد على الهاتف وأخذ رسائل لمكتب أو قسم، وأيضا استقبال زوار المكتب.
- مساعد المشروعات يقدم الدعم الخاص بمشروعات معينة في شركة (على سبيل المثال، الأنشطة التي لها هدف محدد ونقطة نهاية).
- المساعد الشخصي يقدم الدعم لشخص معين، وغالبًا ما تشمل مسؤولياته الاهتمام بالمهام غير المتعلقة بالعمل، مثل إدارة المسؤوليات الشخصية.
- الموظف المكتبي يقدم عادة الدعم المكتبي المنحصر في مهمة واحدة محددة أو اثنتين، مثل حفظ الملفات أو إدخال البيانات.
- مساعد الحسابات يقدم الدعم لأقسام الشركة الخاصة بالموارد المالية وحساب المدفوعات وحساب المديونيات. ومن المعتاد لموظفي هذه المناصب أن يتمتعوا بمعرفة أكثر تخصصًا في مجالي المحاسبة والمالية.
- مساعد الإنتاج يقدم الدعم للأفراد والمجموعات في مجال الإنتاج السينمائي والتلفزيوني.

## واجبات المساعد الإداري
يقوم المساعدون الإداريون بأداء العديد من الوظائف الأساسية في المكاتب، ومن بينها:
- المساعدة في جميع جوانب التنظيم الإداري، وصيانة الدليل،
- إدارة جرد الأصول والإمدادات، ورصد المستوى الحرج للأسهم، وتوفير المصادر للموردين، وتقديم الفواتير
- التنسيق بين الإدارات والوحدات العاملة في حل المشاكل الإدارية والتشغيلية يوميًا
- جدولة وتنسيق الاجتماعات والمقابلات والأحداث وغيرها من الأنشطة المماثلة
- إرسال وتلقي البريد والطرود
- إعداد المراسلات التجارية (غالبًا باستخدام برامج معالجة النصوص، وجداول البيانات، وبرامج عرض الكمبيوتر)
- إرسال الفاكسات
- إدارة الملفات
- البحث وتحديد مصادر البيانات الرئيسية
- أداء الدعم المكتبي العام متعدد الأوجه
- إعداد محاضر الاجتماعات، ومسودات الاجتماعات، ومواد الدعم الداخلي.
- إرسال واستقبال استمارات الشركة

## مهارات المساعد الإداري
العاملون في منصب المساعد الإداري يجب أن يتمتعوا ببعض المهارات لأداء الوظيفة على أكمل وجه، منها: 
- الاهتمام بالتفاصيل والقدرة على إدارة أكثر من مهمة في نفس الوقت.
- جودة في التعامل مع الأشخاص، حيث يتطلب العمل التفاعل الشخصي كثيرًا.
- القدرة على اتخاذ قرارات حاسمة بسرعة.
- جودة التعبير وتحرير النصوص.
- القدرة على استخدام التقنية الحديثة.